# Klaudio Vuković
Klaudio Vuković (Šibenik, 12. siječnja 1975.) je profesionalni nogometni trener s UEFA-A licencijom i bivši nogometaš. Kao igrač igrao je na mjestu napadača.

## Igračka karijera
Igračku karijeru započeo je u mlađim kategorijama HNK Šibenik, a profesionalno je igrao za Šibenik, Samobor, Maccabi Tel-Aviv FC, Široki Brijeg i Osijek. Vuković je igrač s najvećim brojem nastupa u HNK Šibenik u 1. HNL (193) te igrač s najviše postignutih golova za taj klub (47). Tijekom svoje nogometne karijere, trenirali su ga među ostalim i tri poznata nacionalna izbornika; Zlatko Kranjčar (Samobor), Avram Grant (Maccabi Tel-Aviv FC) and Miroslav Ćiro Blažević (Osijek). Prestao je igrati u siječnju 2004. godine.

## Trenerska karijera
Vuković je svoju trenersku karijeru započeo u županijskom klubu "Mihovil" te je u tom razdoblju nakon desetljeća rada i ulaganja u svoje trenersko obrazovanje započeo raditi u HNK Šibenik na ljeto 2015. godine. Tamo je bio trener momčadi U-16 gdje je ostvario izvrsne rezultate. Početkom 2017. godine Vuković postaje pomoćnik treneru Stipi Balajiću u seniorskoj ekipi HNK Šibenik. U sSezoni 2022./2023. Vuković je bio pomoćni trener dubaijskog Al-Nasra u stručnom stožeru Gorana Tomića.